# Jules de Lippe-Biesterfeld
Jules, comte de Lippe-Biesterfeld (allemand : Julius Peter Hermann August Graf und Edler Herr zur Lippe-Biesterfeld; 2 avril 1812 – 17 mai 1884) est comte de Lippe-Biesterfeld, de 1840 à 1884 et père d'Ernest II, régent de la principauté de Lippe.

## Famille
Jules est né à Oberkassel, grand-duché de Berg, cinquième enfant et deuxième fils d'Ernest Ier de Lippe-Biesterfeld (1777-1840), (fils de Charles de Lippe-Biesterfeld et de la comtesse Ferdinande de Bentheim-Tecklenbourg-Rheda) et de son épouse, Modeste von Unruh (1781-1854), (fille de Charles Philippe von Unruh et Élisabeth Henriette Dorothée von Kameke).

## Mariage
Jules se marie le 30 avril 1839, à Castell avec la comtesse Adelheid Clotilde Auguste de Castell-Castell (1818-1900), fille de Frédéric, comte de Castell-Castell, et son épouse, la princesse Émilie de Hohenlohe-Langenbourg, fille de Charles-Louis de Hohenlohe-Langenbourg.
Ils ont quatorze enfants:
- Ernest de Lippe-Biesterfeld (20 mars 1840 – 28 mars 1840);
- Émilie de Lippe-Biesterfeld (1er février 1841 – 11 février 1892), mariée en 1864 à Otton Ier, Prince de Salm-Horstmar;
- Ernest II de Lippe-Biesterfeld (9 juin 1842 – 26 septembre 1904), marié en 1869 à la comtesse Caroline de Wartensleben;
- Adalbert de Lippe-Biesterfeld (15 octobre 1843 – 2 décembre 1890);
- Mathilde de Lippe-Biesterfeld, (7 décembre 1844 – 10 janvier 1890);
- Léopold de Lippe (12 mai 1846 – 28 janvier 1908);
- Casimir de Lippe-Biesterfeld (5 octobre 1847 – 16 février 1880);
- Oscar de Lippe-Biesterfeld (18 décembre 1848 – 17 janvier 1849);
- Jeanne de Lippe-Biesterfeld (6 mars 1851 – 31 janvier 1859);
- Frédéric de Lippe-Biesterfeld (en) (10 mai 1852 – 15 août 1892), marié en 1882 à la princesse Marie de Löwenstein-Wertheim-Freudenberg;
- Élisabeth de Lippe-Biesterfeld (25 septembre 1853 – 24 janvier 1859);
- Rodolphe de Lippe (27 avril 1856 – 21 juin 1931), marié en 1889 à la princesse Louise de Ardeck;
- Frédéric-Guillaume de Lippe (16 juillet 1858 – 6 août 1914), marié en 1895 à la comtesse Gisela d'Ysenburg-Büdingen dans Meerholz (petite-fille d'Ernest-Casimir II d'Ysenburg-Büdingen (en))
- Frédéric-Charles de Lippe-Biesterfeld (19 juin 1861 – 1er avril 1901).